# Idith Zertal
Idith Zertal va néixer a Ein Shemer, un quibuts al nord d'Israel, el 12 de novembre de 1945. És una historiadora i assagista israeliana, ha estat professora a l'Institut d'Estudis Jueus de la Universitat de Basilea (Suïssa), a la universitat Interdisciplinary Center Herzliya de Hertseliyya, (Israel) i a la Universitat Hebrea de Jerusalem. Va ser professora visitant a la Universitat de Chicago i a l'École des Hautes Études en Sciences Sociales de París.
Ha publicat llibres sobre l'holocaust i la història recent d'Israel. Forma part del corrent historiogràfic anomenat dels "nous historiadors", mostrant-se crítica amb l'ocupació d'Israel sobre el poble palestí. És autora de moltes obres sobre la Xoà (l'Holocaust), el sionisme i l'Estat d'Israel, entre les quals destaquen Des rescapés pour un État: La politique sioniste d'immigration clandestine en Palestine 1945-1948 (Calmann-Lévy, 2000) i Lords of the Land (Dvir, 2005). La nació i la mort, el seu llibre cabdal, que ha estat traduït al català (Lleonard Muntaner Editor, 2006) i al castellà (Gredos, 2010). Idith Zertal va publicar una traducció a l'hebreu dels diaris filosòfics d'Hannah Arendt.

## Obra
- La nació i la mort, Palma, Lleonard Muntaner Editor, 2005.
- Israel's Holocaust and the Politics of Nationhood, Cambridge University Press, ISBN 0-521-85096-7.
- From Catastrophe to Power, Holocaust Survivors and the Emergence of Israel, University of California Press, 1998, ISBN 0520215788